# 허뤄 철로
허뤄 철로(중국어 간체자: 和若铁路, 정체자: 和若鐵路, 병음: Heruo Tielu)는 중국 국철의 철도 노선으로, 우루무치 철로국이 관할한다. 2022년 6월 16일에 정식 개통되었다. 노선은 호탄 역을 기점으로 호탄 지구, 바인골린 몽골 자치주의 호탄, 로프, 치라, 케리야, 니야, 체르첸, 차키리크의 7개 도시와 신장 생산 건설 병단 제 37, 38연대를 거쳐, 공사중인 거쿠 철로와 만날 수 있는 차키리크 역까지 간다. 

## 역사
- 2018년 12월 20일 : 착공
- 2022년 6월 16일 : 정식 개통